# 제2인터내셔널
제2인터내셔널(프랑스어: Deuxième Internationale 되졤 앵테르나쇼날[*], 독일어: Zweite Internationale 츠바이테 인테르나티오날레[*])은 1889년 7월 14일 프랑스 파리에서 마르크스주의를 이론상 근거로 광범위하게 발전해 온 사회주의운동을 배경으로 성립한 국제기구이다. 제2인터내셔널은 1889년 대회에서 5월 1일을 노동절로, 1910년 대회에서 3월 8일을 세계 여성의 날로 선포했고 하루 8시간 노동제 실시를 요구하는 국제 캠페인을 일으킨 단체로도 유명하다.
제2인터내셔널은 전쟁 문제를 많이 논의했는데 특히 슈투트가르트 대회에서는 반전 투쟁을 대상으로 한 레닌과 로자의 이론을 수정하여 전쟁을 혁명으로 바꾼다는 실천 지침을 결의하는 내용의 결의안이 채택되었다.
그러나 식민지 문제를 둘러싸고 제국주의를 대상으로 한 인식의 결함을 드러냈는데 모로코 문제와 발칸 전쟁에 대처하고자 열린 바젤 대회에서는 이른바 슈투트가르트 결의의 원칙을 재확인했지만, 결의 실행을 대상으로 한 보증이 없고 혁명을 지향한 대회 선언조차 효과가 없어 전쟁이 불가피하게 되었고 이른바 조국방위론에 기울어진 각국의 사회주의 세력은 행정부를 지지하고 전시 공채에 찬성하게 된다. 제2인터내셔널은 에두아르트 베른슈타인을 중심으로 한 수정주의 경향이 강해지면서 집중 통제 기관을 갖추지 못했고 1916년에 결국 해체된다.

## 역대 대회
- 제1차 (1889년) 파리 인터내셔널 노동자 대회
- 제2차 (1891년) 브뤼셀 인터내셔널 노동자 대회
- 제3차 (1893년) 취리히 사회주의 노동자 대회
- 제4차 (1896년) 런던 인터내셔널 사회주의 노동자 무역 동맹 대회
- 제5차 (1900년) 파리 인터내셔널 노동자 대회
- 제6차 (1904년) 암스테르담 인터내셔널 노동자 대회
- 제7차 (1907년) 슈투트가르트 인터내셔널 노동자 대회
- 제8차 (1910년) 코펜하겐 인터내셔널 노동자 대회
- 제9차 (1912년) 바젤 인터내셔널 노동자 대회 (긴급 대회)

## 같이 보기
- 국제노동자협회 (1864년)
- 국제사회주의정당사업협동체
- 노동사회주의 인터내셔널
- 코민테른
- 제4인터내셔널
- 사회주의 인터내셔널